# Daniil Tyumentsev
Daniil Sergeyevich Tyumentsev (tiếng Nga: Даниил Сергеевич Тюменцев; sinh ngày 14 tháng 2 năm 1997) là một cầu thủ bóng đá người Nga thi đấu cho FC Chertanovo Moskva.

## Sự nghiệp câu lạc bộ
Anh ra mắt chuyên nghiệp tại Giải bóng đá chuyên nghiệp quốc gia Nga cho FC Chertanovo Moskva vào ngày 25 tháng 7 năm 2014 trong trận đấu với F.K. Tambov.